# Xanthocercis zambesiaca
Xanthocercis zambesiaca, vrsta je drveta iz porodice mahunarki. To je veliko impresivno, zimzeleno drvo s izuzetno gustom, zaobljenom do široko rasprostranjenom krošnjom sjajnih, visećih, tamnozelenih listova i kremasto bijelih cvjetova s mirisom ruže.

## Opis
Xanthocercis zambesiaca je obično doseže 30 m visine. Mlade grančice su blijedo žućkasto smeđe, prekrivene kratkom mekom dlakom. Starije grane su blijedosive, s malim, nejasnim, sivim lenticelama. Kora je siva, ponekad prilično tamna, hrapava je, ali se ne ljušti. Ima masivno, ispucalo deblo, često sastavljeno od više stabljika spojenih zajedno. Listovi su složeni, s oko 7 pari lisaka, s jednim listom na vrhu, i naizmjenični. Listići su jajasti s glatkim rubovima, tamnozeleni i sjajni. Cvjetovi su viseći, mali, slatkog mirisa, bijele do krem boje, do 100 mm dugi, nalaze se na krajevima grančica, a dolaze u proljeće i rano ljeto (od rujna do prosinca). Plodovi su grozdoliki, viseći prema dolje u grozdovima, glatki i sjajni, kad sazriju žutozeleni do žutosmeđi, a na vrhu svakog ima oštru bodlju. Sjemenke su tamnosmeđe, sjajne, glatke i u obliku 2 bobe spojene zajedno.

## Status zaštite
Ova vrsta nije ugrožena i ocijenjena je kao najmanje zabrinjavajuća (LC) na Crvenom popisu južnoafričkih biljaka.

## Rasprostranjenost i stanište
Ova vrsta je rasprostranjena u Limpopu (između Soutpansberga i rijeke Limpopo) i Mpumalangi (sjeverni dio Nacionalnog parka Kruger), te u Mozambiku, Svazilandu, Zimbabveu, Bocvani i Zambiji. Raste u vrućem suhom grmlju, na dubokom, fino zrnatom plodnom tlu, nataloženom vodom koja teče preko poplavnih ravnica u blizini rijeka, u glinenom tlu i na termitnjacima, u dolinama na obalama rijeka, na visinama do 1500 m. Nije otporan na mraz niti na sušu.

## Derivacija imena i povijesni aspekti
Ime roda Xanthocercis potječe od grčke riječi xanthos, što znači 'žuti', a cercis se odnosi na rod Cercis. Ime vrste zambesiaca znači "iz regije Zambezi", odakle ova vrsta potječe.

## Ekologija
Xanthocercis zambesiaca oprašuju kukci. Majmuni, pavijani i ptice hrane se plodovima na drvetu. Slon, žirafa i njala (Tragelaphus angasii) te druge antilope hrane se lišćem, a jedu i plodove koji su pali sa stabla. Sjemenke raspršuju životinje ili plodovi padaju izravno ispod matičnog stabla. Oko matične biljke često se nalaze mlade sadnice. Ova biljka sporo raste i podnosi samo vrlo blag mraz.

## Sinonimi
- Pseudocadia zambesiaca (Baker) Harms; Engl. Pflanzenw. Afr. 3: 1. (Engl. & Drude, Veg. der Erde. 9) 524 (1915)
- Sophora zambesiaca Baker; Oliv. et al. (eds.), Fl. Trop. Afr. 2: 253 (1871)

## Vanjske poveznice
- X. zambesiaca, plodovi i listovi
- X. zambesiaca